# Théâtre de Bligny
Koordinaten: 48° 37′ 29,2″ N, 2° 8′ 56,7″ O

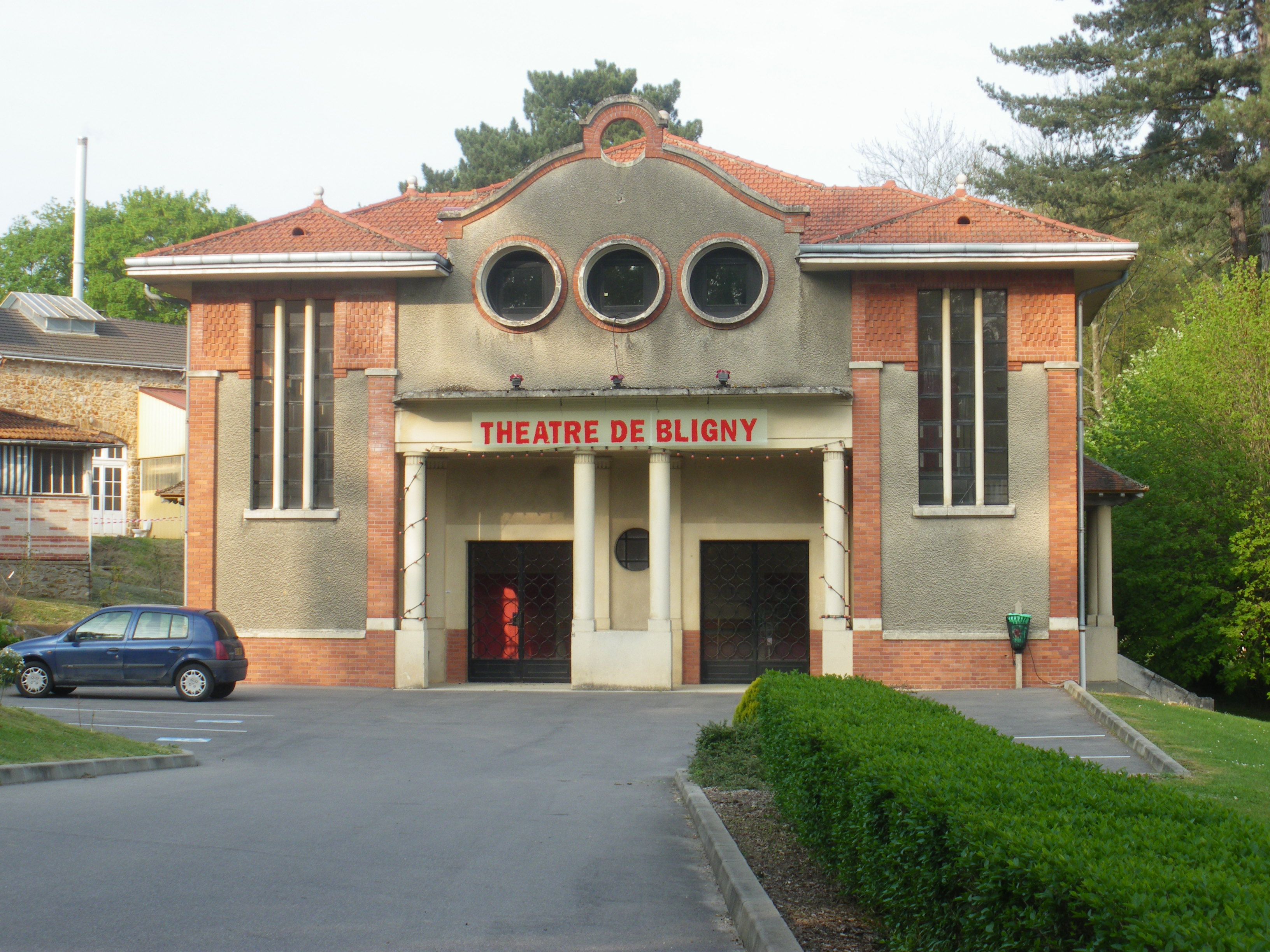
Théâtre de Bligny in Fontenay-lès-Briis

Das Théâtre de Bligny in Fontenay-lès-Briis, einer französischen Gemeinde im Département Essonne in der Region Île-de-France, wurde 1934 errichtet.
Die im Jahr 1900 gegründete Société des sanatoriums populaires pour les tuberculeux adultes (Gesellschaft der Volks-Sanatorien für tuberkulosekranke Erwachsene), die ein Sanatorium im Schloss Bligny eingerichtet hatte, ließ vom Architekten Lucien Magne auf dem Gelände dieses Theater bauen, indem Theater- und Kinovorstellungen stattfanden. Bekannte Schauspieler wie Bourvil, Jean-Louis Barrault und Pierre Dac traten hier auf.
In den 1970er Jahren wurde das Theater geschlossen.
Nach einer umfassenden Renovierung in den Jahren 2002 bis 2004 wurde das Theater wiedereröffnet.